# Sąd do spraw Służby Publicznej (Unia Europejska)
Sąd do spraw Służby Publicznej Unii Europejskiej (ang. the Civil Service Tribunal) rozstrzygał spory między Unią Europejską a urzędnikami jej służby publicznej. Powołany decyzją Rady 2004/752/WE, Euratom z dnia 2 listopada 2004 r. Ustanowiony 2 grudnia 2005 roku. Funkcjonował przy Trybunale Sprawiedliwości Unii Europejskiej. Został rozwiązany z dniem 1 września 2016, a jego kompetencje przejął Sąd.

## Skład
Sąd ds. Służby Publicznej liczył siedmiu sędziów mianowanych przez Radę na okres sześciu lat (z możliwością ponownego mianowania). Sędziowie wybierali spośród siebie na okres trzech lat prezesa, którego mandat był odnawialny.
- Sean Van Raepenbusch  – prezes, urzędujący od 7 października 2011 r.
- Horstpeter Kreppel
- Irena Boruta
- Haris Tagaras
- Sean Van Raepenbusch
- Stéphane Gervasoni
- Maria Isabel Rofes i Pujol

## Procedura
Postępowanie przed Sądem było uregulowane postanowieniami statutu Trybunału, w szczególności postanowieniami zawartymi w załączniku I do statutu oraz regulaminem postępowania, który wszedł w życie w dniu 1 listopada 2007 r. Od niektórych orzeczeń Sądu ds. Służby Publicznej przysługiwało odwołanie do Sądu, było ono jednakże ograniczone do kwestii prawnych. Odwołanie nie mogło dotyczyć wyłącznie ustalenia wysokości kosztów postępowania i wskazania strony je ponoszącej. Postępowanie przed sądami składa się z części pisemnej i ustnej. Postępowanie przed Sądem było wolne od opłat.

## Związanie orzeczeniami Sądu oraz Trybunału Sprawiedliwości
Sąd do Spraw Służby Publicznej UE nie był prawnie związany orzeczeniami, zawartymi tam poglądami w kwestiach prawnych, wydanymi przez Sąd oraz Trybunał Sprawiedliwości. Nie dotyczyło to przypadku zwrócenia mu sprawy do ponownego rozpoznania, w relacji do sposobu rozstrzygnięcia tej sprawy.